# U-Bahnhof Castro Barros

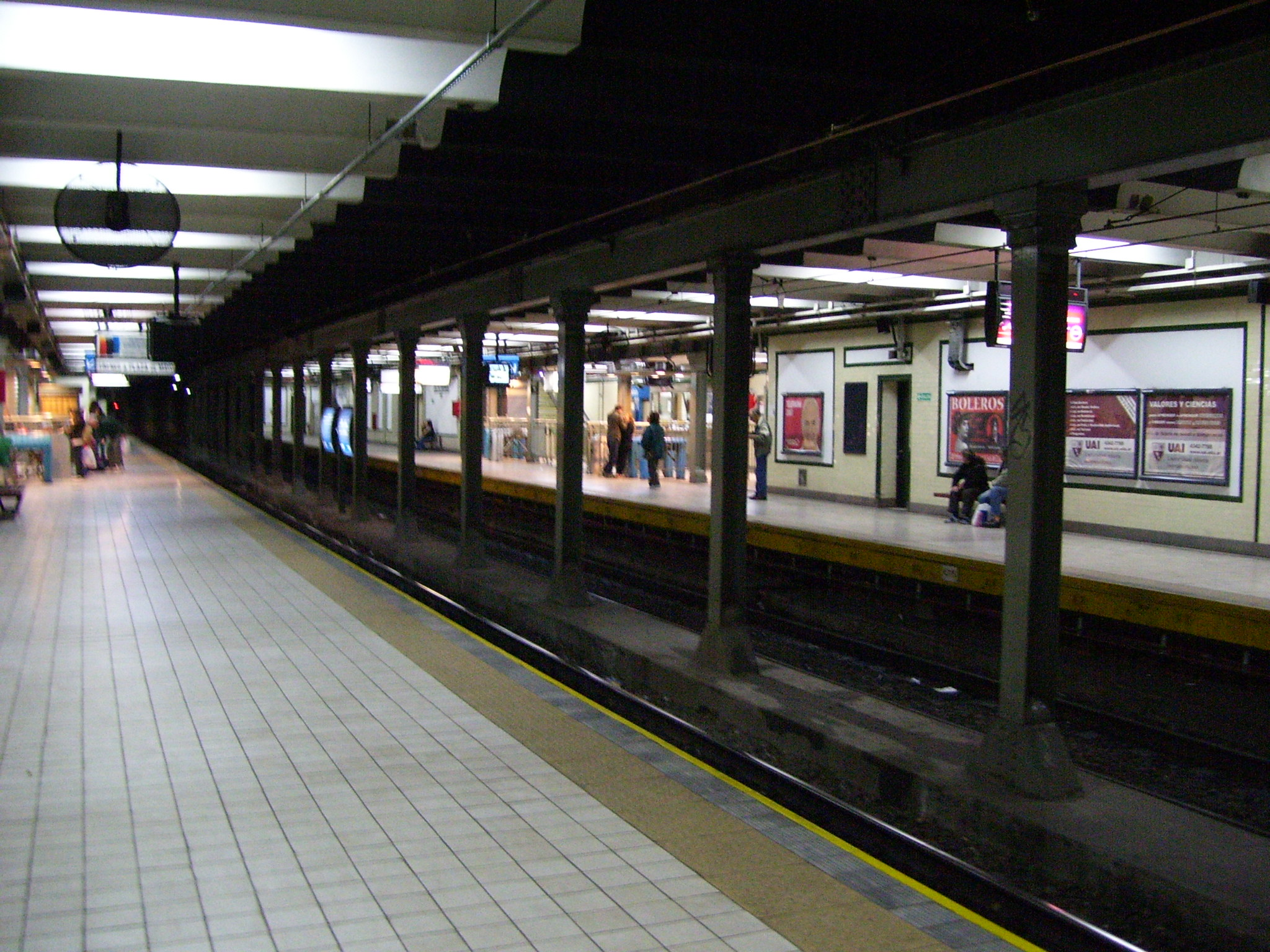
Blick in den U-Bahnhof Castro Barros

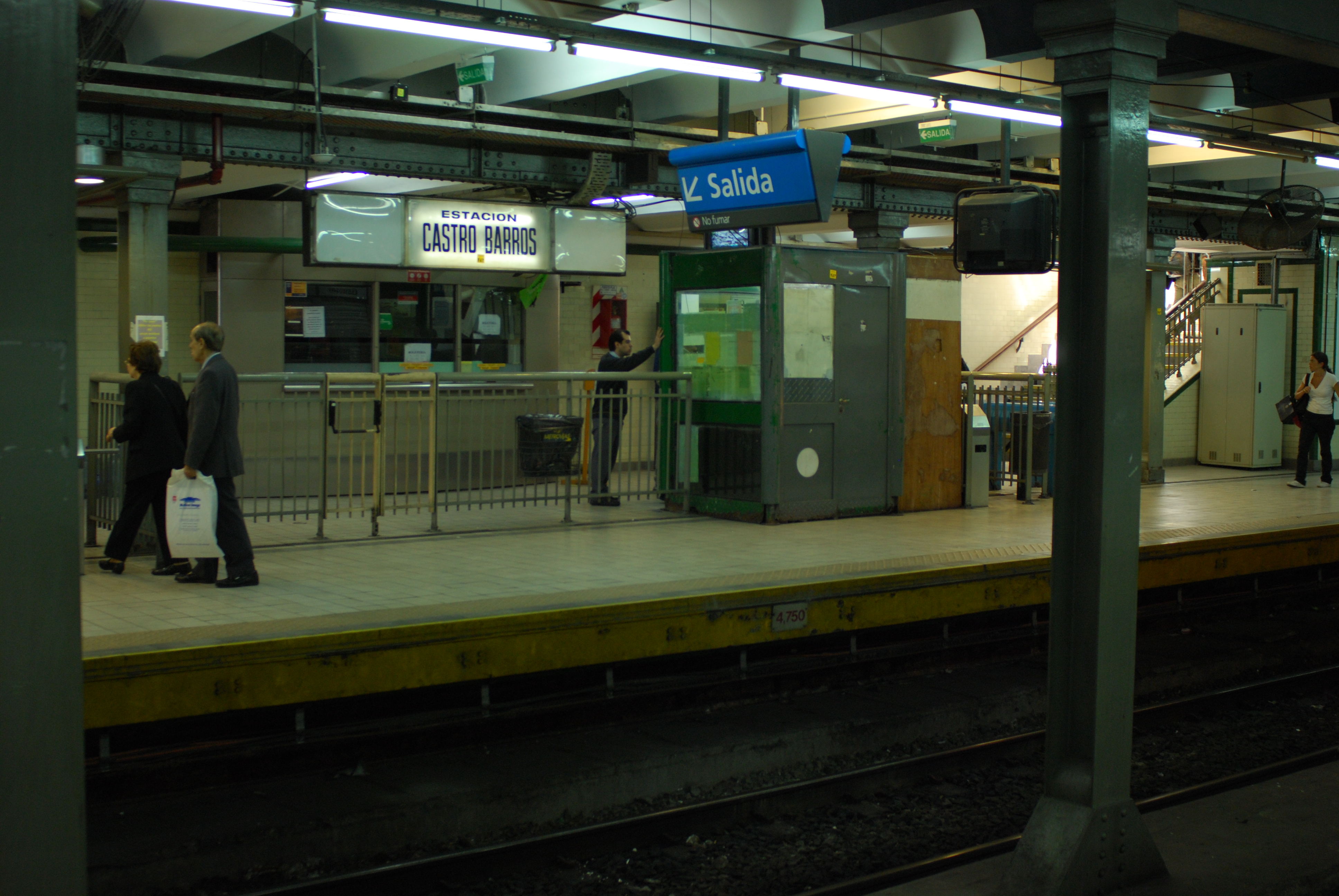
Blick auf den nördlichen Seitenbahnsteig mit Fahrkartenschalter und Zugangssperren

Der U-Bahnhof Castro Barros ist eine Station der Linie A der Subterráneos de Buenos Aires und Teil des Abschnittes Plaza Miserere–Río de Janeiro, der am 1. April 1914 als Verlängerung eröffnet wurde. Der U-Bahnhof befindet sich unterhalb der Avenida Rivadavia an der Kreuzung mit den beiden Straßen Avenida Medrano bzw. Avenida Castro Barros. Die Straße beziehungsweise der U-Bahnhof ist nach Pedro Ignacio de Castro Barros benannt. Castro Barros vertrat die koloniale Provinz La Rioja im Kongress von Tucumán und war ebenso Unterzeichner der Unabhängigkeitserklärung. Wie auch die anderen Bahnhöfe der Strecke erhielt dieser zwei Seitenbahnsteige. Als Kennfarbe für das Bahnhofsmobiliar, die Säulen und die Zierleisten wurde ein Dunkelgrün gewählt. Die Wände sind weiß-beige gefliest.

## Anbindung
Am U-Bahnhof bestehen Umsteigemöglichkeiten zu zahlreichen Bussen (colectivos).
| Linie | Verlauf |
| ----- | --- |
|       | Plaza de Mayo – Perú – Piedras – Lima – Sáenz Peña – Congreso – Pasco – Alberti – Plaza Miserere – Loria – Castro Barros – Río de Janeiro – Acoyte – Primera Junta – Puán – Carabobo – San José de Flores – San Pedrito |